# Guido Quadri
Guido Quadri (Como, 14 ottobre 1923 – ...) è stato un calciatore e allenatore di calcio italiano, di ruolo difensore.

## Carriera
Cresciuto nel Como, approda in prima squadra nella stagione 1940-1941 per rimanerci fino alla stagione 1945-1946, quando viene ceduto alla Cremonese assieme a Renato Cattaneo.
Con i grigiorossi gioca una sola stagione, venendo ceduto nel 1947 al Padova, dove rimane quattro stagioni, debuttando in Serie A il 19 settembre 1948 in Genoa-Padova (7-1) e collezionando 134 presenze e 4 gol.
Tornato al Como nel 1951, gioca in tre stagioni 103 partite.
Conclude la sua carriera in Svizzera al Chiasso nel 1957.

## Palmarès

### Giocatore

#### Competizioni nazionali
- Serie B: 1

Padova: 1947-1948

#### Competizioni regionali
- Torneo Benefico Lombardo: 1

Como: 1944-1945
- Coppa Ticino: 1

Chiasso: 1955-1956